# 1897 год в спорте
Список 1897 год в спорте перечисляет спортивные события, произошедшие в 1897 году.

## Российская империя
- Чемпионат России по конькобежному спорту 1897;

## Международные события

### Чемпионаты Европы
- Чемпионат Европы по конькобежному спорту 1897;

### Чемпионаты мира
- Чемпионат мира по фигурному катанию 1897;

### Волейбол
- Опубликованы первые правила волейбола;

### Регби
- Кубок домашних наций 1897;

### Футбол
Созданы клубы:
- «Баден»;
- «Джуиш Гилд»;
- «ИФК Эскильстуна»;
- «Магальянес»;
- «Мансфилд Таун»;
- «Норрчёпинг»;
- «Ред Стар»;
- «Ривер Плейт» (Монтевидео);
- «Унион» (Санкт-Петербург);
- «Фрайбургер»;
- «Хаммарбю»;
- «Ювентус»;
- «Юнион»;

#### Англия
- Футбольная лига Англии 1896/1897;
- Футбольная лига Англии 1897/1898;

### Шахматы
- Матч за звание чемпиона мира по шахматам 1896/1897;